# Dominique Saldaña
Dominique Saldaña (* 21. August 1998 in den Vereinigten Staaten) ist eine ehemalige US-amerikanische Kinderdarstellerin. Bekanntheit erlangte sie vor allem durch ihre Rolle der Katherine Davenport in der Weihnachtskomödie Oh je, du fröhliche im Jahre 2006. Zusammen mit ihrer zweieiigen Zwillingsschwester Antoinette ist sie auch in der Werbebranche aktiv, wobei die beiden des Öfteren für Werbespots international bekannter Firmen und Marken engagiert werden.

## Leben und Karriere
Dominique Saldaña wurde am 21. August 1998 geboren und begann bereits in jungen Jahren zusammen mit ihrer zweieiigen Zwillingsschwester ihre Fernsehkarriere als Darstellerin in diversen nationalen Werbespots international bekannter Firmen und Marken. Während ihre Zwillingsschwester öfter gebucht wurde, und dies oftmals ohne ein vorher durchgeführtes Casting, war Dominique bis Anfang 2006 in mehr als 30 verschiedenen Werbefilmen zu sehen. In ebendieser Zeit begannen die beiden Zwillingsmädchen, die auch noch zwei ältere Schwestern mit dem Namen Adeline und Gracie haben, auch mit der Schauspielerei in größeren Produktionen. Während Antoinette schon ab dem Jahre 2005 ihre erste nennenswerte Rolle in Eric Wostenbergs Regiedebüt Sacrifice hatte, stieg Dominique erst ein Jahr später in die höherklassige Schauspielerei ein, als sie für den Film Oh je, du fröhliche gecastet wurde. Im Film übernahm sie mit der Rolle der Katherine Davenport gar einen der Hauptcharaktere und wurde im Anschluss bei den Young Artist Awards 2007 für ihre Leistung zusammen mit Tyler James Williams, Dyllan Christopher, Gia Mantegna, Quinn Shephard und Brett Kelly für einen Young Artist Award in der Kategorie „Best Young Ensemble in a Feature Film“ nominiert. Der Preis ging jedoch an den großen Cast von Billys Wette oder Wie man gebratene Würmer isst. Noch im gleichen Jahr waren die beiden in Los Angeles aufgewachsenen Mädchen zusammen in einer Filmproduktion zu sehen. Im 14-minütigen Drama Thomas in Bloom, in der Hauptrolle unter anderem mit C. J. Sanders, wurden beide gleichzeitig eingesetzt; Antoinette als Kayla und Dominique als andere Schulkollegin. Für Dominique Saldaña war dies zugleich auch der bislang letzte Auftritt als Filmschauspielerin.
Heute (Stand: April 2014) besuchen die beiden Zwillingsschwestern die El Segundo High School in El Segundo, Kalifornien. Dort treten die beiden auch für das Schulfußballteam, die Eagles, in lokalen wie auch landesweiten Bewerben an. Die dortige Ausbildung werden die beiden voraussichtlich im Jahre 2017 abschließen.

## Filmografie
- 2006: Oh je, du fröhliche (Unaccompanied Minors)
- 2006: Thomas in Bloom (Kurzfilm)

## Nominierungen
- 2007: Young Artist Award in der Kategorie „Best Young Ensemble in a Feature Film“ zusammen mit Tyler James Williams, Dyllan Christopher, Gia Mantegna, Quinn Shephard und Brett Kelly für ihr Engagement in Oh je, du fröhliche[1]